# Patinage artistique aux Jeux olympiques de 1956
Navigation
Oslo 1952 Squaw Valley 1960
Les épreuves de patinage artistique aux Jeux olympiques d'hiver de 1956 se déroulent du 29 janvier au 4 février 1956 au stade olympique de glace de Cortina d'Ampezzo en Italie. 
Les compétitions regroupent quinze pays et cinquante-neuf athlètes (vingt-sept hommes et trente-deux femmes). 
Trois épreuves sont disputées :
- Concours Messieurs (le 29 janvier pour les figures imposées et le 1er février pour le programme libre).
- Concours Dames (les 30 et 31 janvier pour les figures imposées et le 2 février pour le programme libre)
- Concours Couples (les 3 et 4 février)

## Participants
59 patineurs de 15 nations participent aux Jeux olympiques d'hiver de 1956 : 27 hommes et 32 femmes.
L'Espagne participe pour la première fois aux épreuves de patinage artistique des Jeux olympiques d'hiver.
| Pays                       | Participants Hommes                                                            | Participantes Femmes                                                        | Nombre d'hommes | Nombre de femmes | Nombre total |
| -------------------------- | ------------------------------------------------------------------------------ | --------------------------------------------------------------------------- | --------------- | ---------------- | ------------ |
| Équipe unifiée d'Allemagne | Tilo Gutzeit Franz Ningel                                                      | Marika Kilius Rosi Pettinger                                                | 2               | 2                | 4            |
| Australie                  | Allan Ganter Charles Keeble                                                    |                                                                             | 2               | 0                | 2            |
| Autriche                   | Norbert Felsinger Konrad Lienert Kurt Oppelt                                   | Hanna Eigel Elisabeth Ellend Sissy Schwarz Hanna Walter Ingrid Wendl        | 3               | 5                | 8            |
| Canada                     | Norris Bowden Robert Paul Charles Snelling                                     | Frances Dafoe Ann Johnston Carole Jane Pachl Barbara Wagner                 | 3               | 4                | 7            |
| Espagne                    | Darío Villalba                                                                 |                                                                             | 1               | 0                | 1            |
| États-Unis                 | Robin Greiner David Jenkins Hayes Alan Jenkins Sully Kothmann Ronald Robertson | Tenley Albright Lucille Ash Carol Heiss Catherine Machado Carole Ann Ormaca | 5               | 5                | 10           |
| Finlande                   | Kalle Tuulos                                                                   |                                                                             | 1               | 0                | 1            |
| France                     | Alain Calmat Alain Giletti                                                     | Maryvonne Huet                                                              | 2               | 1                | 3            |
| Hongrie                    | László Nagy                                                                    | Marianna Nagy                                                               | 1               | 1                | 2            |
| Italie                     |                                                                                | Manuela Angeli Fiorella Negro                                               | 0               | 2                | 2            |
| Pays-Bas                   |                                                                                | Sjoukje Dijkstra Joan Haanappel                                             | 0               | 2                | 2            |
| Royaume-Uni                | Michael Booker Anthony Holles Rodney Ward                                      | Erica Batchelor Joyce Coates Carolyn Krau Beth Peach Yvonne Sugden          | 3               | 5                | 8            |
| Suède                      |                                                                                | Alice Lundström                                                             | 0               | 1                | 1            |
| Suisse                     | Hans Müller François Pache                                                     | Karin Borner Alice Fischer                                                  | 2               | 2                | 4            |
| Tchécoslovaquie            | Karol Divín Zdeněk Doležal                                                     | Jindra Kramperová Věra Suchánková                                           | 2               | 2                | 4            |
| Total                      | Total                                                                          | Total                                                                       | 27              | 32               | 59           |

## Podiums
| Épreuves                      | Or                          | Argent                        | Bronze                      |
| ----------------------------- | --------------------------- | ----------------------------- | --------------------------- |
| Messieurs résultats détaillés | Hayes Alan Jenkins          | Ronald Robertson              | David Jenkins               |
| Dames résultats détaillés     | Tenley Albright             | Carol Heiss                   | Ingrid Wendl                |
| Couples résultats détaillés   | Sissy Schwarz / Kurt Oppelt | Frances Dafoe / Norris Bowden | Marianna Nagy / László Nagy |

## Tableau des médailles
| Rang  | Pays       | Médaille d'or, Jeux olympiques | Médaille d'argent, Jeux olympiques | Médaille de bronze, Jeux olympiques | Total |
| 1     | États-Unis | 2                              | 2                                  | 1                                   | 5     |
| 2     | Autriche   | 1                              | 0                                  | 1                                   | 2     |
| 3     | Canada     | 0                              | 1                                  | 0                                   | 1     |
| 4     | Hongrie    | 0                              | 0                                  | 1                                   | 1     |
| Total | Total      | 3                              | 3                                  | 3                                   | 9     |

## Détails des compétitions

### Messieurs
| Rang | Nom                | Nation                     | Places | Points | Fig. impo. | Prog. libre |
| ---- | ------------------ | -------------------------- | ------ | ------ | ---------- | ----------- |
| 1    | Hayes Alan Jenkins | États-Unis                 | 13.0   | 166.43 | 1          | 2           |
| 2    | Ronald Robertson   | États-Unis                 | 16.0   | 165.79 | 2          | 1           |
| 3    | David Jenkins      | États-Unis                 | 27.0   | 162.82 | 3          | 3           |
| 4    | Alain Giletti      | France                     | 37.0   | 159.63 | 4          | 4           |
| 5    | Karol Divín        | Tchécoslovaquie            | 49.5   | 154.25 | 5          | 5           |
| 6    | Michael Booker     | Royaume-Uni                | 53.5   | 154.26 | 6          | 6           |
| 7    | Norbert Felsinger  | Autriche                   | 67.0   | 150.55 | 7          | 8           |
| 8    | Charles Snelling   | Canada                     | 67.0   | 150.42 | 9          | 7           |
| 9    | Alain Calmat       | France                     | 77.0   | 148.35 | 8          | 9           |
| 10   | Tilo Gutzeit       | Équipe unifiée d'Allemagne | 90.0   | 141.08 | 10         | 11          |
| 11   | François Pache     | Suisse                     | 95.0   | 139.39 | 11         | 10          |
| 12   | Hans Müller        | Suisse                     | 112.0  | 135.28 | 12         | 12          |
| 13   | Allan Ganter       | Australie                  | 114.0  | 132.41 | 13         | 14          |
| 14   | Darío Villalba     | Espagne                    | 128.0  | 127.30 | 14         | 16          |
| 15   | Kalle Tuulos       | Finlande                   | 137.0  | 124.50 | 15         | 15          |
| 16   | Charles Keeble     | Australie                  | 137.0  | 123.93 | 16         | 13          |

### Dames

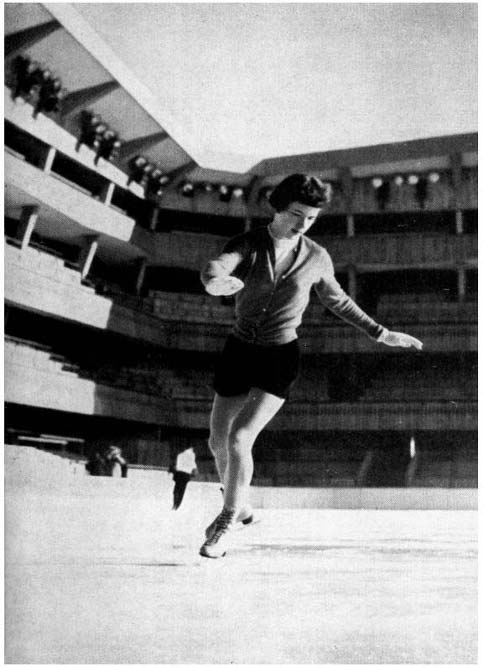
Tenley Albright patinant aux Jeux olympiques de 1956

| Rang | Nom               | Nation                     | Places | Points | Fig. impo. | Prog. libre |
| ---- | ----------------- | -------------------------- | ------ | ------ | ---------- | ----------- |
| 1    | Tenley Albright   | États-Unis                 | 12.0   | 169.67 | 1          | 1           |
| 2    | Carol Heiss       | États-Unis                 | 21.0   | 168.02 | 2          | 2           |
| 3    | Ingrid Wendl      | Autriche                   | 39.0   | 159.44 | 3          | 5           |
| 4    | Yvonne Sugden     | Royaume-Uni                | 53.0   | 156.62 | 4          | 9           |
| 5    | Hanna Eigel       | Autriche                   | 52.0   | 157.15 | 5          | 4           |
| 6    | Carole Jane Pachl | Canada                     | 73.0   | 154.74 | 6          | 8           |
| 7    | Hanna Walter      | Autriche                   | 83.5   | 153.89 | 8          | 7           |
| 8    | Catherine Machado | États-Unis                 | 86.5   | 153.48 | 10         | 3           |
| 9    | Ann Johnston      | Canada                     | 94.0   | 152.56 | 7          | 10          |
| 10   | Rosi Pettinger    | Équipe unifiée d'Allemagne | 101.0  | 152.04 | 11         | 6           |
| 11   | Erica Batchelor   | Royaume-Uni                | 116.0  | 149.67 | 9          | 12          |
| 12   | Sjoukje Dijkstra  | Pays-Bas                   | 140.0  | 145.80 | 12         | 15          |
| 13   | Joan Haanappel    | Pays-Bas                   | 145.5  | 145.85 | 14         | 11          |
| 14   | Beth Peach        | Royaume-Uni                | 151.0  | 144.75 | 13         | 13          |
| 15   | Fiorella Negro    | Italie                     | 168.5  | 142.31 | 16         | 14          |
| 16   | Karin Borner      | Suisse                     | 171.0  | 141.69 | 15         | 16          |
| 17   | Maryvonne Huet    | France                     | 194.0  | 138.30 | 17         | 19          |
| 18   | Alice Fischer     | Suisse                     | 203.0  | 137.69 | 18         | 20          |
| 19   | Alice Lundström   | Suède                      | 206.0  | 136.34 | 19         | 18          |
| 20   | Jindra Kramperová | Tchécoslovaquie            | 209.0  | 136.67 | 21         | 17          |
| 21   | Manuela Angeli    | Italie                     | 222.0  | 133.51 | 20         | 21          |

### Couples

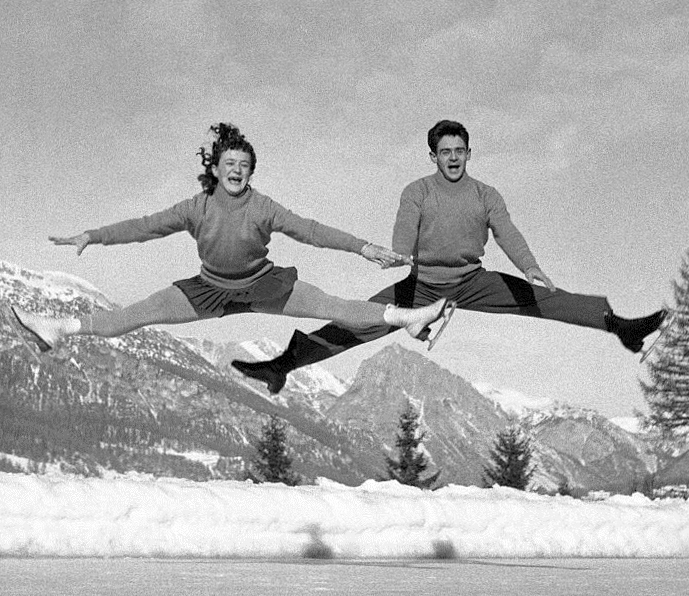
Marianna Nagy et László Nagy effectuant un saut lors des VIIes Jeux Olympiques d'hiver.

| Rang | Nom                               | Nation                     | Places | Points |
| ---- | --------------------------------- | -------------------------- | ------ | ------ |
| 1    | Sissy Schwarz / Kurt Oppelt       | Autriche                   | 14.0   | 11.31  |
| 2    | Frances Dafoe / Norris Bowden     | Canada                     | 16.0   | 11.32  |
| 3    | Marianna Nagy / László Nagy       | Hongrie                    | 32.0   | 11.03  |
| 4    | Marika Kilius / Franz Ningel      | Équipe unifiée d'Allemagne | 35.5   | 10.98  |
| 5    | Carole Ann Ormaca / Robin Greiner | États-Unis                 | 56.0   | 10.71  |
| 6    | Barbara Wagner / Robert Paul      | Canada                     | 54.5   | 10.74  |
| 7    | Lucille Ash / Sully Kothmann      | États-Unis                 | 59.5   | 10.63  |
| 8    | Věra Suchánková / Zdeněk Doležal  | Tchécoslovaquie            | 68.5   | 10.53  |
| 9    | Elisabeth Ellend / Konrad Lienert | Autriche                   | 77.0   | 10.38  |
| 10   | Joyce Coates / Anthony Holles     | Royaume-Uni                | 88.0   | 10.00  |
| 11   | Carolyn Krau / Rodney Ward        | Royaume-Uni                | 93.0   | 9.86   |